# Jandro Orellana
Alejandro Orellana Gómez (Gavá, 7 de agosto del 2000) es un futbolista español que juega como centrocampista en el Grupo Desportivo Estoril Praia de la Primeira Liga.

## Trayectoria
En junio del 2014 firma por el fútbol base del FC Barcelona procedente del RCD Espanyol para jugar en su Cadete "B". Tras ir ascendiendo categorías en el club, logra debutar con el filial azulgrana en la extinta Segunda División B el 4 de noviembre de 2018, jugando los minutos finales de un empate por 1-1 frente al CD Ebro. Tras ello, se consolida como una de las piezas clave del filial culé y una de las grandes promesas del club.
El 22 de julio de 2022 se oficializa su fichaje por el FC Andorra de la Segunda División de España tras finalizar contrato con el FC Barcelona.
El 8 de julio de 2024, Jandro Orellana se incorporó al Grupo Desportivo Estoril Praia procedente del FC Andorra de la Segunda División de España. Firmó un contrato por tres temporadas, con vigencia hasta el 30 de junio de 2027. Este traspaso marcó su llegada al fútbol portugués tras dos años en el club andorrano.

## Clubes
Actualizado al último partido disputado el 29 de abril de 2025.
| Club                           | País     | Año       | Partidos | Goles |
| ------------------------------ | -------- | --------- | -------- | ----- |
| FC Barcelona "B"               | España   | 2018-2022 | 73       | 1     |
| FC Andorra                     | España   | 2022-2024 | 1        | 0     |
| Grupo Desportivo Estoril Praia | Portugal | 2024-Act. | 21       | 1     |